# X Liceum Ogólnokształcące im. prof. Stefana Banacha w Toruniu
X Liceum Ogólnokształcące im. prof. Stefana Banacha w Toruniu – szkoła ponadpodstawowa, założona w 1992 roku. Mieści się przy placu św. Katarzyny 9 w Toruniu. Dyrektorem szkoły jest Michał Dąbkowski.
Szkoła mieści się w dawnych koszarach piechoty, gdzie na przełomie lat 80. i 90. mieściło się Ogólnokształcące Liceum Wojskowe. W 1989 roku na wschodnie ścianie szkoły odsłonięto tablicę upamiętniającą 63 Toruński Pułk Piechoty. Ogólnokształcące Liceum Wojskowe zostało zlikwidowana w 1993 roku, jednak na wniosek dyrekcji i nauczycieli dawne budynki wojskowe przekazano miastu w celu utworzenia nowego liceum. W lutym 1999 roku liceum zostało wpisane na listę Szkół Stowarzyszonych UNESCO. W 2002 roku X LO otrzymało imię prof. Stefana Banacha. W 2021 roku przeprowadzono remont internautów. W 2022 roku szkoła obchodziła 30-lecie istnienia.
Jest to jedyna szkoła średnia w Toruniu, w której działają klasy dwujęzyczne.
Absolwentami szkoły są aktorzy Piotr Głowacki i Joanna Koroniewska.